# Hemiola
Hemiola (řecky hemiolos = „jeden a půl“, „půldruhého“) je rytmický akcentický posun. Termín spadá do staré hudební notace (černé a bílé mensurální notace, renesanční i barokní hudby), ale nově se objevuje i v některých skladbách soudobých autorů.

## Popis
Princip hemioly spočívá ve vložení trojdobého rytmického celku do dvoudobé rytmické struktury, či opačně. Tzn. v rámci třídobého rytmu vzniká hemiola složením tří dvoudobých taktů do dvou třídobých taktů neboli do jednoho velkého třídobého taktu.
Hemioly se v notovém zápisu nijak zvlášť neoznačovaly, proto bylo nutné umět je vyčíst z kontextu. Hemioly vznikly z pravidelného taktového přízvuku jako výsledek odchylky následujícím způsobem:
3/4 takt
{\displaystyle >--|>--|>--|>--|>}
s hemiolou
{\displaystyle >--|>--|>->|->-|>}
Akcentem v polovičním rozestupu vzniká jediný nadřazený 3/2 takt, čímž dochází k elegantnímu zpomalení hybnosti taktu. Tento efekt se často objevuje v barokních kadencích, především v závěru frází courantových částí skladby. Hemioly se objevují také v 6/4- nebo 6/8 taktu.
Příklad zobrazení hemioly:

V renesanci se hemiola často označovala kolorováním resp. začerněním noty v tehdy běžném 3/1 taktu (označení 3/2 není v tomto případě označením taktu).

## Ostatní
Tato figura je ovšem známa také v hudebních rytmech jiných kultur i částí světa. V různých variacích se vyskytuje např. v druhu flamenca (zvaného bulerías) a v mnoha podobách se vyskytuje také latinskoamerické hudbě.
Jiného interpretačního způsobu použil Leonard Bernstein v písni "America" z muzikálu West Side Story, kde se nachází v ústředním motivu (navozující dojem duolového rytmického schématu, po němž následuje triolový rytmus)
 Přehrát: